# Acne Studios
 Denne artikel bør gennemlæses af en person med fagkendskab for at sikre den faglige korrekthed.

Acne Studios (tidligere navn: Acne Jeans) er et svensk denim tøjfirma og en del af det Stockholm-baserede designfirma ACNE. Denim delen af ACNE begyndte i 1997, da de designede 100 par jeans til venner, familie og klienter af firmaet. Den første kollektion blev lanceret året efter.